# Giardino della Minerva

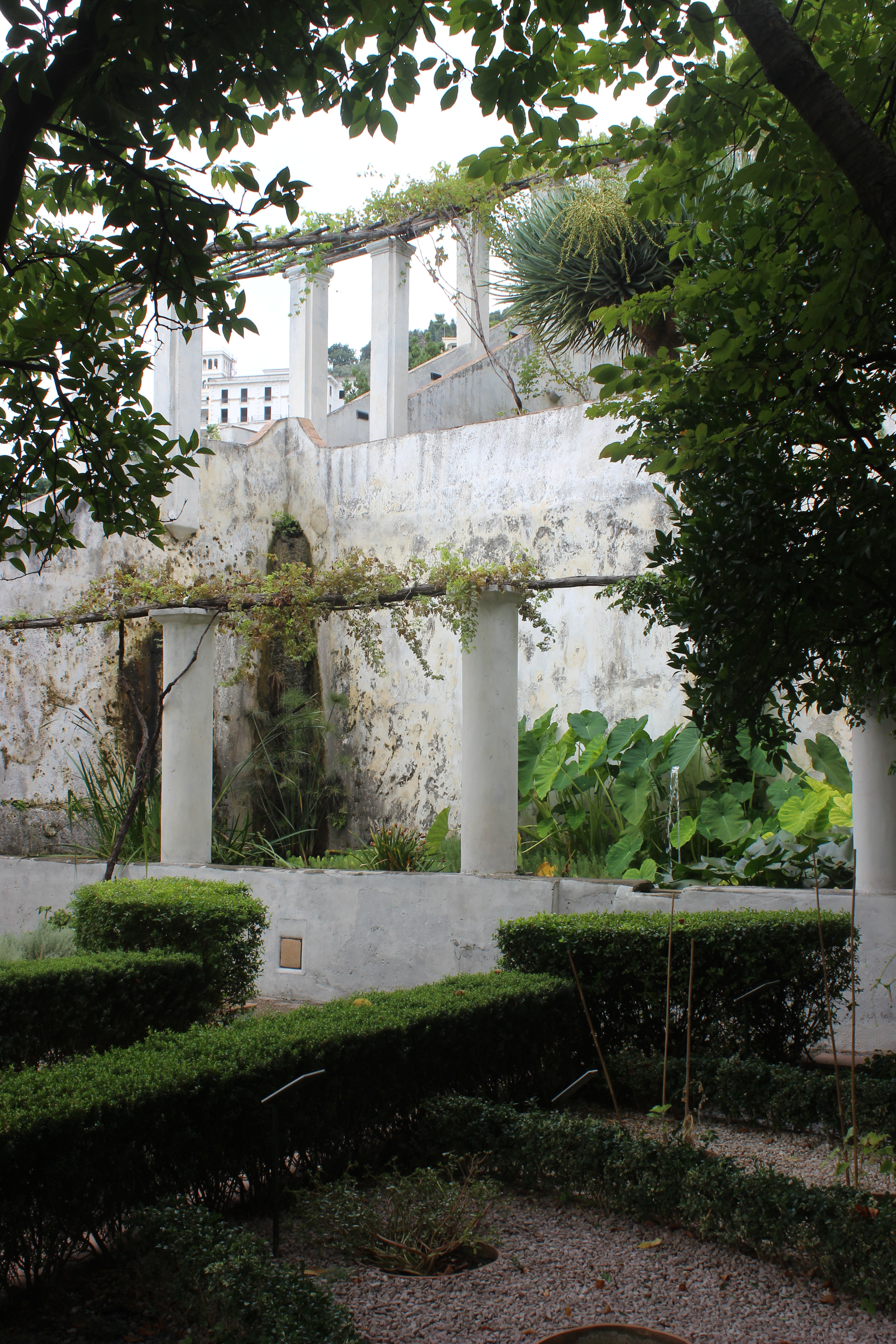
Giardino della Minerva in Salerno

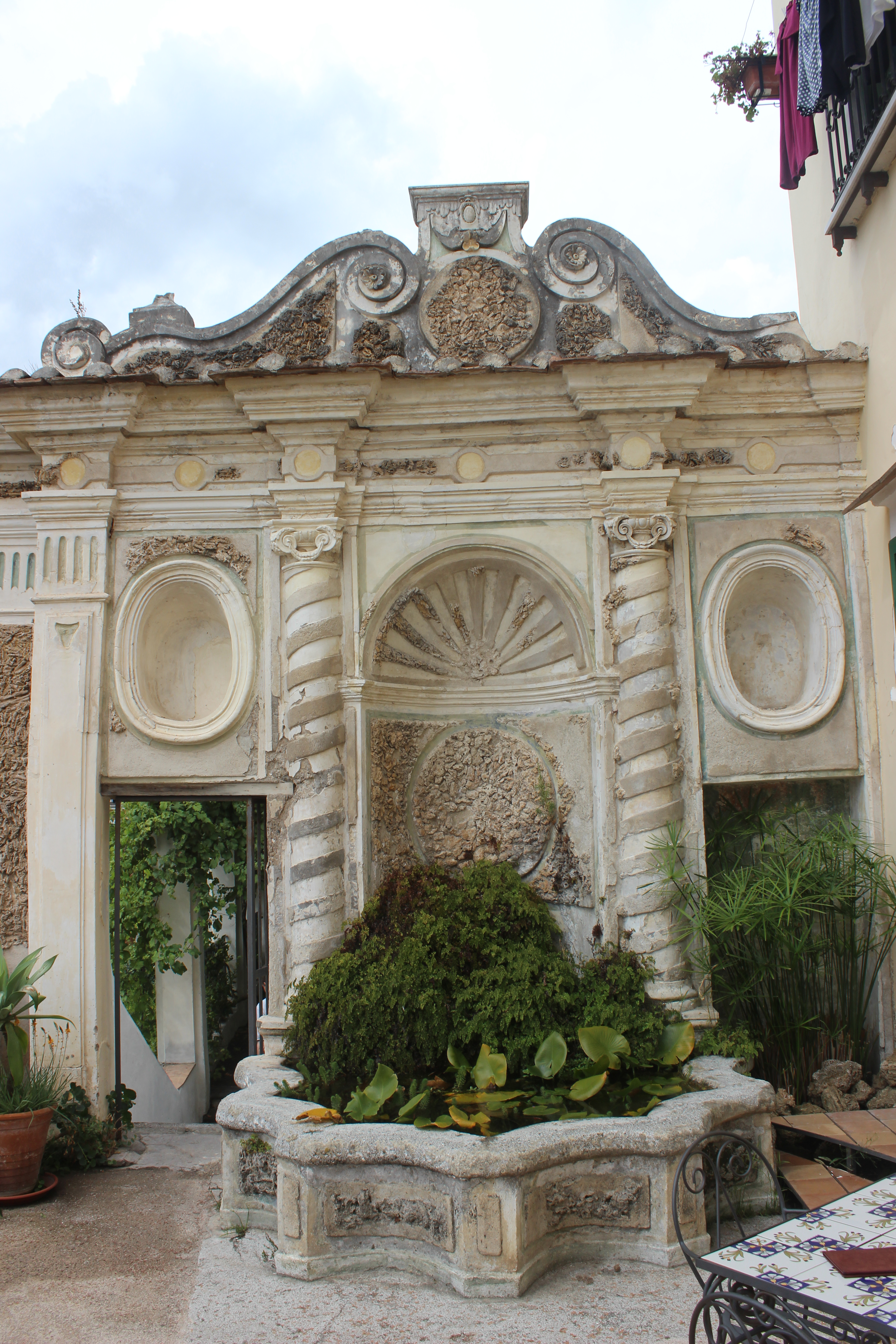
Fontein van de Schelp

De Giardino della Minerva of Tuin van Minerva is een botanische tuin in de Zuid-Italiaanse stad Salerno, in de regio Campanië. De tuin bestaat uit vijf niveaus en loopt schuin op richting Castello di Arechi op de top van de heuvel. Het ligt in het oude stadscentrum van Salerno.

## Historiek
Reeds in de middeleeuwen bestond er een botanische tuin. Matthaeus Silvaticus legde de botanische tuin aan. De Medische School van Salerno, de Schola Medica Salernitana in het Latijn, had op deze plek een tuin voor de studenten. Silvatico noemde zijn tuin de Giardino dei Semplici of de Tuin der Simpele (kruiden). Er werd onderwijs gegeven over het kweken van geneeskrachtige kruiden. De studenten moesten de namen van de planten en hun kenmerken leren.
Archeologisch onderzoek heeft aangegeven dat de tuin uit de middeleeuwen twee meter onder de grond ligt.
De Spaanse edelman don Diego del Core liet de Giardino della Minerva aanleggen in 1666. Later in de 18e eeuw kreeg de tuin haar actuele vorm en afwerking. De trap is overwelfd door een houten pergola en verbindt alle niveaus van de tuin. Vanuit de trap is er een panoramisch zicht op de Tyrreense Zee. Een watercircuit verdeelt het water in de bassins en de fonteinen, een grote en vier kleine. De monumentale fontein wordt de Fontein van de Schelp genoemd of Fontana della Conchiglia. 
Tijdens de restauratie in 1991 werd de herinnering aan Matteo Silvatico als thema gebruikt.

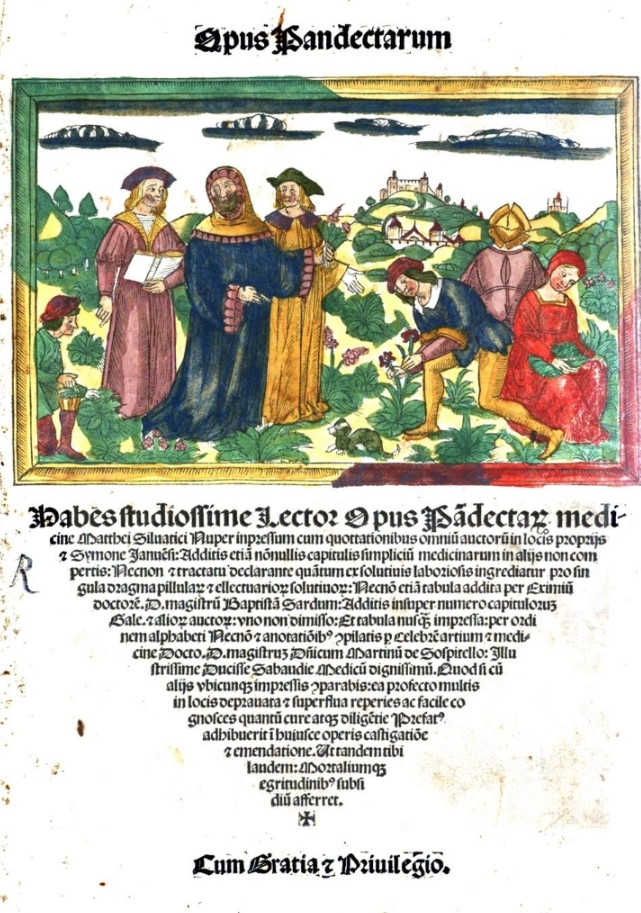
Silvaticus doceert in de botanische tuin; achtergrond: Castello di Arechi